# Ла Вал, Висконсин
Ла Вал, Висконсин (енгл. La Valle) град је у америчкој савезној држави Висконсин.

## Демографија
По попису из 2010. године број становника је 367, што је 41 (12,6%) становника више него 2000. године.
| Група             | 2000.       | 2010.       |
| Белци             | 318 (97,5%) | 352 (95,9%) |
| Афроамериканци    | 0 (0,0%)    | 1 (0,3%)    |
| Азијати           | 0 (0,0%)    | 6 (1,6%)    |
| Хиспаноамериканци | 7 (2,1%)    | 8 (2,2%)    |
| Укупно            | 326         | 367         |